# Незавертайловка
Незаверта́йловка — село в Слободзейском районе непризнанной Приднестровской Молдавской Республики. Административный центр Незавертайловского сельсовета.

## География
Незавертайловка является самым южным селом Приднестровья, расположено у слияния рек Кучурган и Турунчук. Расстояние до Тирасполя составляет 36 км, до Одессы — 65 км, до Кишинёва — 115 км.

## Население
Согласно Всесоюзной переписи населения 1939 года в селе был 6321 житель, из которых:
- 3887 молдаван,
- 1990 украинцев,
- 377 русских,
- 35 евреев,
- 23 немцев,
- 4 поляков,
- 2 болгар,
- 3 прочих.

## История
Территория вблизи современной Незавертайловки была заселена с древних времён. В 1564 году на месте современной Незавертайловки упомянуто село Каяклия.
Первое упоминание Незавертайловки относится к 1789 году. Тогда село относилось к Тираспольскому уезду Николаевской губернии, переименованной в 1803 году в Херсонскую. В списке приходов Херсонской епархии Русской православной церкви в 1875 году упомянут Успенский собор в селе Незавертайловка.
12 октября 1924 года была образована Молдавская АССР, состоявшая из 11 районов. Незавертайловка была отнесена к Слободзейскому району. В 1940 году, после образования Молдавской ССР, село осталось в том же районе.
После Второй Мировой войны сельская церковь была закрыта и преобразована сначала в кинотеатр, затем в управление колхозом «имени Карла Маркса», а позже — в сельскую библиотеку.
В 1961 году недалеко от села началось строительство Молдавской ГРЭС. В 1964 году возле ГРЭС начато строительство города Днестровск, вследствие этого в селе произошли этно-социальные и экономические изменения. Четкой границы разделения Днестровска и Незавертайловки нет, два населённых пункта плавно переходят из одного в другой.
С 1990 года Незавертайловка в составе Слободзейского района непризнанной Приднестровской Молдавской Республики.

## Происхождение названия
Что касается происхождения названия «Незавертайловка», существуют две версии.
Согласно первой, в 1775 году, после упразднения Запорожской сечи Екатериной II, запорожские казаки были изгнаны. Некоторые из них направились к устью Дуная и достигли места, где сегодня находится Незавертайловка. Поскольку из-за разлива рек они не могли продолжать путь на юго-запад, то они вынуждены были развернуться (в диалекте казачества "завертаться"). Место было первоначально названо Завертайловка, что в переводе означает "место, где мы развернулись". Позже появляется название Незавертайловка, что означает "место, куда мы не можем вернуться".
Согласно второй версии, для быстрого заселения окрестности Днестра, Екатерина II издала указ, согласно которому те, кто полны решимости жить здесь, приобретает статус свободных людей, в том числе бывших крепостных , которые "не могут быть возвращены" своим хозяевам.